# Hemimorina spodopterata
Hemimorina spodopterata är en fjärilsart som beskrevs av George Duryea Hulst 1898. Hemimorina spodopterata ingår i släktet Hemimorina och familjen mätare. Inga underarter finns listade i Catalogue of Life.